# Trofeo Abarth 500 Sweden
Trofeo Abarth 500 Sweden, tidigare Trofeo Abarth 500 Scandinavia by Selenia, är ett svenskt standardvagnsmästerskap för Abarth 500 Trofeo-bilar, som drivs av Racingbolaget AB, tillsammans med Abarth i Turin och Svenska Bilsportförbundet. Mästerskapet startades år 2011, samtidigt som Swedish Racing League skapades, vilket serien även ingick i under sitt första år. Swedish Racing League köptes upp av Touring Car Team Association till 2012 och döpte om evenemanget till Elitserien i Racing, vilket Trofeo Abarth 500 Sweden nu ingår i. Klassen togs till Sverige av Leif Lindström, efter att Trofeo Abarth 500-mästerskap blivit populära i andra länder, bland annat Italien.
Bilarna konstrueras och byggs av Abarth & C S.p.A. i Italien, och levereras tävlingsklara. Modellen som man tävlar med kallas Abarth 500 Assetto Corse, väger 970 kilogram och har en motor på 1,4 liter, som ger 190 hästkrafter. Trofeo Abarth 500 Sweden har, förutom huvudklassen, även en damklass och en seniorklass. I damklassen deltog bland annat Nettan Lindgren-Jansson år 2011, som då gjorde tävlingscomeback.

## Säsonger
| Säsong | Mästerskapets namn            | Mästare        | Team                 |
| ------ | ----------------------------- | -------------- | -------------------- |
| 2013   | Trofeo Abarth 500 Sweden      | Niklas Lilja   | LMP Engineering      |
| 2012   | Trofeo Abarth 500 Sweden      | Niklas Lilja   | LMP Engineering      |
| 2011   | Trofeo Abarth 500 Scandinavia | Joakim Forsell | Picko Troberg Racing |